# کمیته انقلابی نظامی مسکو
کمیته انقلابی نظامی مسکو (روسی: Московский военно-революционный комитет) یک نهاد غیرقانونی از شورای نمایندگان کارگران و سربازان مسکو بود که توسط حزب کارگر سوسیال دموکرات روسیه (ب) کنترل می‌شد و رهبری قیام بلشویکی مسکو را بر عهده داشت. پس از پیروزی قیام، این شورا مدتی به عنوان بالاترین نهاد اجرایی در فرمانداری مسکو فعالیت می‌کرد. این شورا از ۷ تا ۲۷ نوامبر ۱۹۱۷ وجود داشت.

## تاریخچه
در ابتدا، بلشویک‌ها قصد داشتند قیام را همزمان در پتروگراد و مسکو آغاز کنند و با شروع اجرای طرح قیام در پتروگراد، کمیته مرکزی به آ. لوموف و ویکتور نوگین دستور داد تا دفتر منطقه‌ای حزب سوسیال دموکرات کارگری روسیه (RSDLP) در مسکو را از این موضوع مطلع کنند. با این حال، نوگین تنها در ساعت ۱۱:۴۵ توانست تلگراف را ارسال کند، زمانی که عملاً تمام پتروگراد تحت کنترل شورشیان بود.
همانند پتروگراد، بلشویک‌ها در مسکو نیز قصد داشتند قیام را به نام شورا انجام دهند، که حفظ «قانونیت» را تضمین می‌کرد و به اقدامات آنها شکل دفاع از خود می‌داد و به آنها اجازه می‌داد تا به این امید داشته باشند که بتوانند پادگان را به نام شورا به خیابان‌ها بیاورند. در همین راستا، رهبری بلشویک تصمیم گرفت تا با مشارکت جناح‌هایی از همه احزاب سوسیالیست، مرکزی ویژه بر اساس شوراها برای «حفاظت از دستاوردهای انقلاب در برابر هجوم نیروهای ضدانقلاب» ایجاد کند.
بعدازظهر ۲۵ اکتبر، جلسه‌ای از دفتر همه جناح‌های شورای نمایندگان کارگران مسکو با مشارکت بلشویک‌ها برگزار شد. شهردار وادیم رودنف و سرهنگ کنستانتین ریابتسف نیز در این جلسه حضور داشتند که به زودی فرماندهی مقابله با قیام را بر عهده گرفتند. در این جلسه، انقلابیون سوسیالیست و منشویک‌ها پیشنهاد ایجاد یک «نهاد موقت دموکراتیک-انقلابی» برای مبارزه با «ضدانقلاب» و ترویج نظم انقلابی را دادند که نه تنها نمایندگان شوراها، بلکه دولت شهر و ستاد منطقه نظامی را نیز شامل می‌شد. بلشویک‌ها این پیشنهاد را رد نکردند، اما موافقت کردند که آن را در جناح خود مورد بحث قرار دهند، که به عنوان رضایت اولیه تلقی شد.
در همان روز، ساعت ۵ بعد از ظهر، جلسه مشترک شورای نمایندگان کارگران مسکو و شورای نمایندگان سربازان در موزه پلی تکنیک آغاز شد و بحث در مورد آن تا پاسی از شب ادامه یافت. علت اختلافات، پیشنهاد جدیدی از بلشویک‌ها بود که بر اساس آن وظایف کمیته به شدت تغییر یافته بود و سازماندهی کمیته‌ای برای حمایت از شورای پتروگراد در حال تبدیل شدن به مرحله‌ای در تصرف قدرت به دست شوراها بود.
نماینده انقلابیون سوسیالیست، ای.ام. راتنر، معتقد بود که ایجاد این کمیته مانع تشکیل مجلس مؤسسان خواهد شد و منشویک نیز علیه پیشنهاد بلشویک‌ها صحبت کرد. با این وجود، اکثریت نمایندگانی که در موزه پلی‌تکنیک جمع شده بودند، به پیشنهاد واضح و دقیق بلشویک‌ها رأی دادند و نه به موضع مبهم و دوپهلوی سایر احزاب چپ. در نتیجه، با ۳۹۴ رأی موافق در برابر ۱۰۶ رأی مخالف و ۲۳ رأی ممتنع، کمیته انقلابی نظامی مسکو توسط شورای مسکو تأیید شد.
این شورا شامل ۷ عضو و ۶ نامزد بود. از بلشویک‌ها: اعضا - آفاناسی لوموف (گئورگی اوپوکوف)، ولادیمیر اسمیرنوف، گریگوری اوسیویچ، نیکولای مورالوف، نامزدها - الکساندر آروسف، پاول موستوفنکو، الکسی رایکوف و اس.یا. بودزینسکی؛ از منشویک‌ها: اعضا - ام.آی. تیتلباوم، ام.اف. نیکولاف؛ از انترناسیونالیست‌های متحد - آی.اف. کنستانتینوف. طبق تعدادی از منابع، نامزدهای انترناسیونالیست‌های متحد، لف گالپرین (کونیاگا) و وی.یا. یاسنف بودند، اما به گفته مورخ اس.پی. ملگونوف، نام خانوادگی نامزد منشویک‌ها گالپرن و از انترناسیونالیست‌های متحد، یاسنکو بود.
انقلابیون سوسیالیست در رأی‌گیری شرکت نکردند و از پیوستن به کمیته انقلابی نظامی مسکو خودداری کردند، منشویک‌ها از طریق آرون یوگوف اعلام کردند که آنها برای تسهیل تصرف قدرت به آن نمی‌پیوندند، بلکه هدفشان در درون کمیته مبارزه با «ماجراجویی دیوانه‌وار» و کاهش ضرباتی است که «بر سر دموکراسی فرود خواهد آمد».
ستادی برای رهبری عملیاتی نظامی قیام تحت نظر ام وی آر ک (اسمیرنوف، آروسف، ای.ام. آلتر) ایجاد شد. در طول ۲۵ تا ۲۷ اکتبر (۷ تا ۹ نوامبر)، ام آر سی‌ها، که عمدتاً از بلشویک‌ها تشکیل شده بودند، در تمام مناطق شهر سازماندهی شدند. کار بلشویک‌ها در کمیته انقلابی نظامی مسکو توسط مرکز حزب مبارز کنترل می‌شد که توسط جلسه مشترک دفتر منطقه‌ای مسکو، کمیته ناحیه مسکو و کمیته مسکو از صبح ۲۵ اکتبر (۷ نوامبر) انتخاب شده بود.

## قیام مسلحانه
بعدازظهر ۲۵ اکتبر، مرکز حزب مبارز بلشویک با استفاده از زور و با اشغال اداره پست شهر توسط گشت‌های خود، شروع به استفاده از زور کرد. همچنین دستوری مبنی بر «توقف انتشار روزنامه‌های «بورژوازی»» با اشغال اجباری چاپخانه‌های مربوط صادر شد.
در ۲۶ اکتبر، ام وی آر ک شروع به آماده شدن برای قیام کرد و همزمان مذاکرات با کمیته امنیت عمومی را آغاز نمود. در ۲۷ اکتبر (۹ نوامبر)، سرهنگ ریابتسف اولتیماتومی برای انحلال ام وی آر ک و خروج نیروها از کرملین صادر کرد. ام وی آر ک درخواست منشویک‌ها برای توافق با کمیته امنیت عمومی را رد کرد و پس از آن ام وی آر ک را ترک کردند و متعاقباً نمایندگان نیروهای متحد نیز آن را ترک کردند. در همان روز، اقدامات نظامی آغاز شد که در نتیجه آن نیروهای ریابتسف کرملین را اشغال کردند. در ۲۸ اکتبر، تهدید تصرف ساختمان شورای شهر مسکو در خیابان تورسکایا، جایی که کمیته انقلابی نظامی مسکو در آن قرار داشت، وجود داشت. سپس نیروهای انقلابی به تدریج شروع به دستیابی به موفقیت کردند، اما به درخواست ویکژل، کمیته انقلابی نظامی مسکو موافقت کرد که در ۳۰ اکتبر آتش‌بس اعلام کند. آتش‌بس به زودی شکسته شد و به کمیته انقلابی نظامی مسکو دستور استفاده از توپخانه داده شد. در شب ۲ و ۳ نوامبر، دانشجویان دانشکده افسری و «گارد سفید» سلاح‌های خود را زمین گذاشتند. در ۲ (۱۵) نوامبر، کمیته انقلابی نظامی مسکو دستور آتش‌بس و اعلام پیروزی انقلاب را صادر کرد.

## پس از پیروزی قیام
در ۳ نوامبر، در یک جلسه عصر، کمیته انقلابی نظامی مسکو قطعنامه‌ای در مورد سازماندهی مجدد دومای شهر مسکو تصویب کرد. در ۵ نوامبر ۱۹۱۷، دومای شهر دیگر وجود نداشت. مدیریت اقتصاد شهر به دست شورای دومای مناطق افتاد. کمیته انقلابی نظامی مسکو، فرماندهی قبلی ناحیه نظامی مسکو را برکنار کرد و ن. مورالوف را به عنوان فرمانده، الکساندر آروسف را به عنوان دستیار او و آ. موروزوف را به عنوان رئیس ستاد منصوب کرد. کمیته انقلابی نظامی مسکو کمیسرهای خود را به مهم‌ترین مناطق فرستاد: به مناطق و زیرمجموعه‌ها، به نهادها، به واحدهای نظامی، به راه‌آهن، به استان‌ها. در ۴ نوامبر ۱۹۱۷، جلسه مشترک کمیته انقلابی نظامی مسکو و نمایندگان کمیته‌های انقلابی نظامی مناطق تصمیمی مبنی بر اتخاذ اقداماتی برای بازگرداندن نظم انقلابی در شهر گرفتند. حفظ نظم به گارد سرخ و پلیس سپرده شد.
مسئلهٔ بنیان‌های سازمانی دولت جدید در شهر، به شدت در کمیتهٔ انقلابی نظامی مورد بحث قرار گرفت، زیرا در همان زمان بلشویک‌ها در حال مذاکره برای تشکیل دولت با سایر احزاب سوسیالیست بودند. این موضوع در دستور کار جلسات کمیته در ۳ و ۴ نوامبر قرار داشت. کمیتهٔ مسکو از بلشویک‌ها و کمیتهٔ انقلابی نظامی مذاکرات خود را با انقلابیون سوسیالیست چپ و انترناسیونالیست‌های متحد آغاز کردند؛ در ۵ نوامبر، جلسه‌ای از نمایندگان ام ک با نمایندگان این احزاب برگزار شد. نمایندگان احزاب موافقت کردند که با بلشویک‌ها وارد ائتلاف شوند و از ایدهٔ انتقال قدرت در مسکو به شوراها حمایت کردند.
در ۶ نوامبر، کنفرانسی بین حزبی با حضور نمایندگان پنج حزب سوسیالیست و کمیته انقلابی نظامی تشکیل شد. انقلابیون سوسیالیست راست خواستار لغو انحلال دومای شهر شدند، در حالی که منشویک‌ها خواستار احیای آزادی‌های دموکراتیک بودند. بلشویک‌ها از تحقق این خواسته‌ها خودداری کردند و به زودی منشویک‌ها و انقلابیون سوسیالیست راست جلسه را ترک کردند. در ۷ نوامبر، جلسه کمیته اجرایی شورای نمایندگان کارگران مسکو، علیرغم اعتراضات منشویک‌ها، قطعنامه‌ای را تصویب کرد که بیان می‌کرد شوراها تنها ارگان‌های انقلابی قدرت هستند.
با گسترش دامنه فعالیت نهادهای جدید قدرت، یعنی شوراها، وظایف کمیته‌های انقلابی نظامی محدودتر شد؛ بنابراین، در ۱۲ نوامبر، جلسه عمومی کمیته‌های انقلابی نظامی مسکو تصمیم به انحلال آنها گرفت. در ۱۴ (۲۷) نوامبر، کمیته انقلابی نظامی مسکو آخرین جلسه خود را برگزار کرد و پس از آن، رهبری حیات سیاسی و اقتصادی شهر به دست شورای نمایندگان کارگران و سربازان مسکو افتاد که در همان روز در نتیجه ادغام شورای نمایندگان کارگران و شورای نمایندگان سربازان تشکیل شده بود.